# 1986 en astronautique
Chronologie de l'astronautique
- 1982
- 1983
- 1984
- 1985
- 1986
- 1987
- 1988
- 1989
- 1990

Cette page présente une chronologie des événements qui se sont produits pendant l'année 1986 dans le domaine de l'astronautique.

## Détail de l'activité spatiale

### Chronologie

#### Janvier
| Date            | Lanceur                     | Base de lancement      | Type                   | Charge utile                  | Notes                                                         |
| 8 janvier 1986  | Soyouz-U-PVB                | Baïkonour              | Orbite basse           | Zenit-8 Oblik                 | Satellite de reconnaissance                                   |
| 9 janvier 1986  | Cosmos-3M                   | Baïkonour              | Orbite basse           | Strela x 8-1M                 | Satellites de télécommunications                              |
| 12 janvier 1986 | Navette spatiale américaine | Centre spatial Kennedy | Orbite basse           | Navette Columbia (STS-61-C)   | Vol habité                                                    |
| 12 janvier 1986 | Navette spatiale américaine | Centre spatial Kennedy | Orbite géostationnaire | Satcom K1                     | Satellite de télécommunications                               |
| 15 janvier 1986 | Soyouz-U-PVB                | Baïkonour              | Orbite basse           | Iantar-4K2 Kobalt             | Satellite de reconnaissance                                   |
| 16 janvier 1986 | Cosmos-3M                   | Baïkonour              | Orbite basse           | Parus                         | Satellite de navigation militaire                             |
| 17 janvier 1986 | Tsiklon-3                   | Baïkonour              | Orbite basse           | Tselina-D                     | Satellite d'écoute électronique                               |
| 17 janvier 1986 | Proton-K/DM                 | Baïkonour              | Orbite géostationnaire | Raduga Gran                   | Satellite de télécommunications militaires                    |
| 23 janvier 1986 | Cosmos-3M                   | Baïkonour              | Orbite basse           | Tsikada                       | Satellite de navigation                                       |
| 28 janvier 1986 | Soyouz-U-PVB                | Baïkonour              | Orbite basse           | Zenit-8 Oblik                 | Satellite de reconnaissance                                   |
| 28 janvier 1986 | Navette spatiale américaine | Centre spatial Kennedy | Orbite basse           | Navette Challenger (STS-51-L) | Navette détruite durant le lancement avec perte de l'équipage |
| 28 janvier 1986 | Navette spatiale américaine | Centre spatial Kennedy | Orbite basse           | Spartan 203                   | Astronomie UV, devait être récupéré à la fin de la mission    |
| 28 janvier 1986 | Navette spatiale américaine | Centre spatial Kennedy | Orbite géostationnaire | TDRS B                        | Satellite de télécommunications de la NASA                    |

#### Février
| Date             | Lanceur         | Base de lancement | Type                   | Charge utile         | Notes                                                                   |
| 1er février 1986 | Longue Marche 3 | Xichang           | Orbite géostationnaire | DFH-2A               | Satellite de télécommunications                                         |
| 1er février 1986 | Molnia M        | Baïkonour         | Orbite de Molnia       | Oko                  | Satellite d'alerte précoce                                              |
| 4 février 1986   | Soyouz-U-PVB    | Baïkonour         | Orbite basse           | Zenit-8 Oblik        | Satellite de reconnaissance                                             |
| 7 février 1986   | Soyouz-U-PVB    | Baïkonour         | Orbite basse           | Iantar-4KS1 Terilen  | Satellite de reconnaissance                                             |
| 9 février 1986   | Atlas H         | Vandenberg        | Orbite basse           | NOSS Parcae x 3 8    | Satellite d'écoute électronique navale                                  |
| 11 février 1986  | Tsiklon-3       | Baïkonour         | Orbite basse           | Geo-IK Musson No. 16 | Géodésie                                                                |
| 12 février 1986  | N-II            | Tanegashima       | Orbite géostationnaire | BS 2b                | Satellite de télécommunications                                         |
| 19 février 1986  | Proton-K        | Baïkonour         | Orbite basse           | Mir                  | Station spatiale                                                        |
| 19 février 1986  | Tsiklon-3       | Baïkonour         | Orbite basse           | Tselina-D            | Satellite d'écoute électronique                                         |
| 22 février 1986  | Ariane 1        | Kourou            | Orbite polaire         | SPOT 1               | Satellite de télédétection                                              |
| 22 février 1986  | Ariane 1        | Kourou            | Orbite polaire         | Viking               | Étude du vent solaire et de la magnétosphère, premier satellite suédois |
| 26 février 1986  | Soyouz-U-PVB    | Baïkonour         | Orbite basse           | Iantar-4K2 Kobalt    | Satellite de reconnaissance                                             |
| 27 février 1986  | Tsiklon-2       | Baïkonour         | Orbite basse           | US-P-M               | Satellite de reconnaissance océanique                                   |

#### Mars
| Date         | Lanceur      | Base de lancement | Type                   | Charge utile    | Notes                                 |
| 13 mars 1986 | Soyouz-U2    | Baïkonour         | Orbite basse           | Soyouz T-15     | Relève équipage station spatiale      |
| 19 mars 1986 | Soyouz-U2    | Baïkonour         | Orbite basse           | Progress 25     | Ravitaillement station spatiale       |
| 21 mars 1986 | Tsiklon-2    | Baïkonour         | Orbite basse           | US-A            | Satellite de reconnaissance radar     |
| 25 mars 1986 | Tsiklon-2    | Baïkonour         | Orbite basse           | US-P-M1         | Satellite de reconnaissance océanique |
| 26 mars 1986 | Soyouz-U-PVB | Baïkonour         | Orbite basse           | Zenit-8 Oblik?? | Satellite de reconnaissance Échec     |
| 28 mars 1986 | Ariane 3     | Kourou            | Orbite géostationnaire | Gstar 2         | Satellite de télécommunications       |
| 28 mars 1986 | Ariane 3     | Kourou            | Orbite géostationnaire | Brasilsat 2     | Satellite de télécommunications       |

#### Avril
| Date          | Lanceur      | Base de lancement | Type                   | Charge utile      | Notes                                      |
| 4 avril 1986  | Proton-K/DM  | Baïkonour         | Orbite géostationnaire | Potok No. 13L     | Satellite de télécommunications militaires |
| 9 avril 1986  | Soyouz-U-PVB | Baïkonour         | Orbite basse           | Iantar-4K2 Kobalt | Satellite de reconnaissance                |
| 15 avril 1986 | Soyouz-U-PVB | Baïkonour         | Orbite basse           | Zenit-8 Oblik     | Satellite de reconnaissance                |
| 17 avril 1986 | Cosmos-3M    | Baïkonour         | Orbite basse           | Strela-2M         | Satellite de télécommunications            |
| 18 avril 1986 | Titan 34D    | Vandenberg        | Orbite basse           | KH-9 SV-20        | Satellite de reconnaissance optique Échec  |
| 18 avril 1986 | Molnia M     | Baïkonour         | Orbite de Molnia       | Molniya-3         | Satellite de télécommunications            |
| 23 avril 1986 | Soyouz-U2    | Baïkonour         | Orbite basse           | Progress 26       | Ravitaillement station spatiale            |

#### Mai
| Date        | Lanceur      | Base de lancement | Type                   | Charge utile           | Notes                                     |
| 3 mai 1986  | Delta 3914   | Cape Canaveral    | Orbite géostationnaire | GOES G                 | Satellite météorologique Échec            |
| 14 mai 1986 | Soyouz-U-PVB | Baïkonour         | Orbite basse           | Zenit-8 Oblik          | Satellite de reconnaissance               |
| 15 mai 1986 | Tsiklon-3    | Baïkonour         | Orbite basse           | Tselina-D              | Satellite d'écoute électronique           |
| 21 mai 1986 | Soyouz-U2    | Baïkonour         | Orbite basse           | Soyouz TM-1            | Test nouveau vaisseau Soyouz-TM, inhabité |
| 21 mai 1986 | Soyouz-U-PVB | Baïkonour         | Orbite basse           | Foton No. 2L           | Expériences de micro-gravité              |
| 23 mai 1986 | Cosmos-3M    | Baïkonour         | Orbite basse           | Parus                  | Satellite de navigation militaire         |
| 24 mai 1986 | Proton-K/DM  | Baïkonour         | Orbite géostationnaire | Ekran No. 30L          | Satellite de télécommunications           |
| 27 mai 1986 | Tsiklon-3    | Baïkonour         | Orbite polaire         | Meteor-2               | Satellite météorologique                  |
| 28 mai 1986 | Soyouz-U-PVB | Baïkonour         | Orbite héliosynchrone  | Resurs-F1 17F41 No. 58 | Observation de la Terre                   |
| 29 mai 1986 | Soyouz-U-PVB | Baïkonour         | Orbite basse           | Zenit-8 Oblik          | Satellite de reconnaissance               |
| 31 mai 1986 | Ariane 2     | Kourou            | Orbite géostationnaire | Intelsat 514           | Satellite de télécommunications Échec     |

#### Juin
| Date         | Lanceur      | Base de lancement | Type                   | Charge utile            | Notes                             |
| 6 juin 1986  | Cosmos-3M    | Baïkonour         | Orbite basse           | Strela x 8-1M           | Satellites de télécommunications  |
| 6 juin 1986  | Soyouz-U-PVB | Baïkonour         | Orbite basse           | Iantar-4K2 Kobalt       | Satellite de reconnaissance       |
| 10 juin 1986 | Proton-K/DM  | Baïkonour         | Orbite géostationnaire | Gorizont No. 24L        | Satellite de télécommunications   |
| 11 juin 1986 | Soyouz-U-PVB | Baïkonour         | Orbite basse           | Zenit-8 Oblik (Priroda) | Satellite de reconnaissance       |
| 12 juin 1986 | Tsiklon-3    | Baïkonour         | Orbite basse           | Tselina-D               | Satellite d'écoute électronique   |
| 18 juin 1986 | Cosmos-3M    | Baïkonour         | Orbite basse           | Parus                   | Satellite de navigation militaire |
| 19 juin 1986 | Soyouz-U-PVB | Baïkonour         | Orbite basse           | Zenit-8 Oblik           | Satellite de reconnaissance       |
| 19 juin 1986 | Molnia M     | Baïkonour         | Orbite de Molnia       | Molniya-3               | Satellite de télécommunications   |

#### Juillet
| Date            | Lanceur      | Base de lancement | Type                  | Charge utile           | Notes                                        |
| 5 juillet 1986  | Molnia M     | Baïkonour         | Orbite de Molnia      | Oko                    | Satellite d'alerte précoce                   |
| 10 juillet 1986 | Soyouz-U-PVB | Baïkonour         | Orbite héliosynchrone | Resurs-F1 14F40 No. 59 | Observation de la Terre                      |
| 16 juillet 1986 | Cosmos-3M    | Baïkonour         | Orbite basse          | Strela-2M              | Satellite de télécommunications              |
| 17 juillet 1986 | Soyouz-U-PVB | Baïkonour         | Orbite basse          | Iantar-4K2 Kobalt      | Satellite de reconnaissance                  |
| 24 juillet 1986 | Soyouz-U-PVB | Baïkonour         | Orbite basse          | Zenit-8 Oblik          | Satellite de reconnaissance                  |
| 28 juillet 1986 | Tsiklon-3    | Baïkonour         | Orbite polaire        | Okean-O1 NKhM No. 3    | Satellite d'observation de la Terre          |
| 30 juillet 1986 | Zenit-2      | Baïkonour         | Orbite basse          | EPN                    | Satellite de simulation dynamique du Tselina |
| 30 juillet 1986 | Molnia M     | Baïkonour         | Orbite de Molnia      | Molniya-1              | Satellite de télécommunications              |

#### Août
| Date         | Lanceur      | Base de lancement | Type                  | Charge utile           | Notes                                 |
| 2 août 1986  | Soyouz-U-PVB | Baïkonour         | Orbite héliosynchrone | Resurs-F1 14F40 No. 60 | Observation de la Terre               |
| 4 août 1986  | Tsiklon-2    | Baïkonour         | Orbite basse          | US-P-M1                | Satellite de reconnaissance océanique |
| 6 août 1986  | Soyouz-U-PVB | Baïkonour         | Orbite basse          | Iantar-4KS1 Terilen    | Satellite de reconnaissance           |
| 12 août 1986 | H-1          | Tanegashima       | Orbite basse          | Ajisai                 | Géodésie                              |
| 12 août 1986 | H-1          | Tanegashima       | Orbite basse          | Fuji                   | Radio amateurs                        |
| 12 août 1986 | H-1          | Tanegashima       | Orbite basse          | Jindai                 | Expérience technologique              |
| 20 août 1986 | Tsiklon-2    | Baïkonour         | Orbite basse          | US-A                   | Satellite de reconnaissance radar     |
| 21 août 1986 | Soyouz-U-PVB | Baïkonour         | Orbite basse          | Zenit-8 Oblik          | Satellite de reconnaissance           |
| 27 août 1986 | Soyouz-U-PVB | Baïkonour         | Orbite basse          | Iantar-4K2 Kobalt      | Satellite de reconnaissance           |
| 28 août 1986 | Molnia M     | Baïkonour         | Orbite de Molnia      | Oko                    | Satellite d'alerte précoce            |

#### Septembre
| Date              | Lanceur       | Base de lancement | Type                  | Charge utile                | Notes                           |
| 3 septembre 1986  | Soyouz-U-PVB  | Baïkonour         | Orbite basse          | Zenit-8 Oblik               | Satellite de reconnaissance     |
| 3 septembre 1986  | Cosmos-3M     | Baïkonour         | Orbite basse          | Taifun                      | Calibration radar               |
| 5 septembre 1986  | Molnia M      | Baïkonour         | Orbite de Molnia      | Molniya-1                   | Satellite de télécommunications |
| 5 septembre 1986  | Delta 3920    | Cape Canaveral    | Orbite basse          | Delta 180 Sensor Module     | Expériences SDI                 |
| 10 septembre 1986 | Cosmos-3M     | Baïkonour         | Orbite basse          | Strela-2M                   | Satellite de télécommunications |
| 16 septembre 1986 | Proton-K/DM-2 | Baïkonour         | Orbite moyenne        | GLONASS Ouragan x 3 No. 24L | Satellites de navigation        |
| 17 septembre 1986 | Soyouz-U-PVB  | Baïkonour         | Orbite basse          | Zenit-8 Oblik               | Satellite de reconnaissance     |
| 17 septembre 1986 | Atlas E       | Vandenberg        | Orbite héliosynchrone | NOAA 10                     | Satellite météorologique        |
| 30 septembre 1986 | Tsiklon-3     | Baïkonour         | Orbite basse          | Tselina-D                   | Satellite d'écoute électronique |

#### Octobre
| Date            | Lanceur          | Base de lancement | Type                   | Charge utile             | Notes                                      |
| 3 octobre 1986  | Molnia M         | Baïkonour         | Orbite de Molnia       | Oko                      | Satellite d'alerte précoce Échec           |
| 6 octobre 1986  | Longue Marche 2C | Jiuquan           | Orbite basse           | FSW                      | Satellite de reconnaissance                |
| 6 octobre 1986  | Soyouz-U-PVB     | Baïkonour         | Orbite basse           | Iantar-1KFT Siluet No. 6 | Satellite de reconnaissance optique        |
| 15 octobre 1986 | Tsiklon-3        | Baïkonour         | Orbite basse           | Strela x 6-3             | Satellites de télécommunications Échec     |
| 15 octobre 1986 | Molnia M         | Baïkonour         | Orbite de Molnia       | Oko                      | Satellite d'alerte précoce                 |
| 20 octobre 1986 | Molnia M         | Baïkonour         | Orbite de Molnia       | Molniya-3                | Satellite de télécommunications            |
| 22 octobre 1986 | Zenit-2          | Baïkonour         | Orbite basse           | Taifun-1B                | Calibration radar                          |
| 22 octobre 1986 | Soyouz-U-PVB     | Baïkonour         | Orbite basse           | Zenit-8 Oblik            | Satellite de reconnaissance                |
| 25 octobre 1986 | Proton-K/DM      | Baïkonour         | Orbite géostationnaire | Raduga Gran              | Satellite de télécommunications militaires |
| 27 octobre 1986 | Cosmos-3M        | Baïkonour         | Orbite basse           | Vektor                   | Calibration radar                          |
| 31 octobre 1986 | Soyouz-U-PVB     | Baïkonour         | Orbite héliosynchrone  | Resurs-F1 14F40 No. 61   | Observation de la Terre                    |

#### Novembre
| Date             | Lanceur      | Base de lancement | Type                   | Charge utile      | Notes                                   |
| 4 novembre 1986  | Soyouz-U-PVB | Baïkonour         | Orbite basse           | Zenit-8 Oblik     | Satellite de reconnaissance             |
| 13 novembre 1986 | Cosmos-3M    | Baïkonour         | Orbite basse           | Tsikada           | Satellite de navigation                 |
| 13 novembre 1986 | Soyouz-U-PVB | Baïkonour         | Orbite basse           | Iantar-4K2 Kobalt | Satellite de reconnaissance             |
| 14 novembre 1986 | Scout G-1    | Vandenberg        | Orbite basse           | Transit-O         | Satellite de navigation                 |
| 15 novembre 1986 | Molnia M     | Baïkonour         | Orbite de Molnia       | Molniya-1         | Satellite de télécommunications         |
| 18 novembre 1986 | Proton-K/DM  | Baïkonour         | Orbite géostationnaire | Gorizont No. 22L  | Satellite de télécommunications         |
| 20 novembre 1986 | Molnia M     | Baïkonour         | Orbite de Molnia       | Oko               | Satellite d'alerte précoce              |
| 21 novembre 1986 | Cosmos-3M    | Baïkonour         | Orbite basse           | Strela x 8-1M     | Satellites de télécommunications        |
| 24 novembre 1986 | Cosmos-3M    | Baïkonour         | Orbite basse           | Parus             | Satellite de navigation militaire       |
| 29 novembre 1986 | Proton-K     | Baïkonour         | Orbite basse           | Almaz-T           | Satellite de reconnaissance radar Échec |

#### Décembre
| Date             | Lanceur         | Base de lancement | Type                   | Charge utile         | Notes                             |
| 2 décembre 1986  | Tsiklon-3       | Baïkonour         | Orbite basse           | Geo-IK Musson No. 18 | Géodésie                          |
| 4 décembre 1986  | Soyouz-U-PVB    | Baïkonour         | Orbite basse           | Zenit-8 Oblik        | Satellite de reconnaissance       |
| 5 décembre 1986  | Atlas G Centaur | Cape Canaveral    | Orbite géostationnaire | FLTSATCOM F7         |                                   |
| 10 décembre 1986 | Tsiklon-3       | Baïkonour         | Orbite basse           | Tselina-R            | Satellite d'écoute électronique   |
| 12 décembre 1986 | Molnia M        | Baïkonour         | Orbite de Molnia       | Oko                  | Satellite d'alerte précoce        |
| 16 décembre 1986 | Soyouz-U-PVB    | Baïkonour         | Orbite basse           | Iantar-4K2 Kobalt    | Satellite de reconnaissance       |
| 17 décembre 1986 | Cosmos-3M       | Baïkonour         | Orbite basse           | Parus                | Satellite de navigation militaire |
| 18 décembre 1986 | Tsiklon-3       | Baïkonour         | Orbite basse           | Ionozond-E           | Étude de l'ionosphère             |
| 26 décembre 1986 | Soyouz-U-PVB    | Baïkonour         | Orbite basse           | Iantar-4KS1 Terilen  | Satellite de reconnaissance       |
| 26 décembre 1986 | Molnia M        | Baïkonour         | Orbite de Molnia       | Molniya-1            | Satellite de télécommunications   |

## Vol orbitaux

### Par pays
| Pays             | Lancements | dont échecs partiels/totaux | Remarques |
| ---------------- | ---------- | --------------------------- | --------- |
| Chine            | 2          |                             |           |
| Europe           | 3          | 1                           |           |
| Japon            | 2          |                             |           |
| Union soviétique | 94         | 4                           |           |
| États-Unis       | 9          | 3                           |           |
| Total            | 110        | 8                           |           |

### Par lanceur
| Famille de lanceurs         | Pays             | Nombre de lancements | dont échecs partiels ou totaux | Commentaire |
| --------------------------- | ---------------- | -------------------- | ------------------------------ | ----------- |
| Ariane 1                    | Europe           | 1                    |                                | Dernier vol |
| Ariane 2                    | Europe           | 1                    | 1                              |             |
| Ariane 3                    | Europe           | 1                    |                                |             |
| Atlas D/E/F                 | États-Unis       | 1                    |                                |             |
| Atlas G/H/I                 | États-Unis       | 2                    |                                |             |
| Cosmos 1/3/3M               | Union soviétique | 15                   |                                |             |
| Delta                       | États-Unis       | 2                    | 1                              |             |
| H-I                         | Japon            | 1                    |                                |             |
| Longue Marche 2C            | Chine            | 1                    |                                |             |
| Longue Marche 3             | Chine            | 1                    |                                |             |
| Molnia                      | Union soviétique | 14                   | 1                              |             |
| N-1/N-II                    | Japon            | 1                    |                                |             |
| Navette spatiale américaine | États-Unis       | 2                    | 1                              |             |
| Proton                      | Union soviétique | 9                    | 1                              |             |
| Scout                       | États-Unis       | 1                    |                                |             |
| Soyouz                      | Union soviétique | 37                   | 1                              |             |
| Titan IIID, IIIE, IIIC      | États-Unis       | 1                    | 1                              |             |
| Tsiklon-2                   | Union soviétique | 5                    |                                |             |
| Tsiklon-3                   | Union soviétique | 12                   | 1                              |             |
| Zenit                       | Union soviétique | 2                    |                                |             |
| Nombre total de lancements  |                  | 110                  | 8                              |             |

### Par type d'orbite
| Orbite                 | Lancements | Succès | Échecs | Orbite atteinte involontairement | Remarques                                                                             |
| ---------------------- | ---------- | ------ | ------ | -------------------------------- | ------------------------------------------------------------------------------------- |
| Basse                  |            |        |        |                                  |                                                                                       |
| Moyenne                |            |        |        |                                  |                                                                                       |
| Haute                  |            |        |        |                                  | dont Molnia, orbite de transfert vers la Lune, orbite elliptique à forte excentricité |
| Géosynchrone/transfert |            |        |        |                                  |                                                                                       |
| Héliocentrique         |            |        |        |                                  | dont orbite de transfert interplanétaire                                              |

### Par site de lancement
| Pays             | Base de lancement      | Nombre de lancements | Remarques |
| ---------------- | ---------------------- | -------------------- | --------- |
| Chine            | Jiuquan                | 1                    |           |
| Chine            | Xichang                | 1                    |           |
| États-Unis       | Cape Canaveral         | 3                    |           |
| États-Unis       | Vandenberg             | 4                    |           |
| États-Unis       | Centre spatial Kennedy | 2                    |           |
| Europe           | Kourou                 | 3                    |           |
| Japon            | Tanegashima            | 2                    |           |
| Union soviétique | Baïkonour              | 94                   |           |
|                  | Total                  | 110                  |           |

## Survols et contacts planétaires
| Date | Sonde spatiale | Événement | Remarque |
| ---- | -------------- | --------- | -------- |
|      |                |           |          |

### Sources
- (en) Jonathan McDowell, « Jonathan's Space Report », Jonathan's Space Page
- (en) Gunter Krebs, « Chronology of Space Launches », Gunter's Space Page